# Frans Peeters
Frans Peeters (n. 30 august 1956, Herentals, Flandra, Belgia) este un trăgător de tir ce a reprezentat Belgia, medaliat olimpic. A participat la 3 ediții ale Jocurilor Olimpice (1988, 1992, 1996) în care a câștigat o medalie de bronz.